# Fool Me Once
Fool Me Once és una sèrie de televisió de thriller britànica, produïda per Quay Street Productions per a Netflix. Va ser adaptat per Danny Brocklehurst a partir de la novel·la homònima de Harlan Coben del 2016. Compta amb Michelle Keegan, Adeel Akhtar, Dino Fetscher, Richard Armitage i Joanna Lumley. S'ha subtitulat al català.
Es va estrenar a Netflix l'1 de gener de 2024. El 31 de març de 2024, era la setena sèrie de Netflix en anglès més vista de tots els temps amb 98,2 milions d'espectadors i 630 milions d'hores de reproducció.

## Sinopsi
Després de l'assassinat del seu marit Joe Burkett, la Maya Stern rep de part de la seva amiga Eva Finn una càmera de mainadera per vigilar la seva filla, la Lily. Tanmateix, després de veure les imatges de la càmera, veu en Joe, que se suposava que estava mort, visitant la seva filla. Mentrestant, l'Abby i en Daniel, neboda i nebot de la Maya, busquen la veritat sobre l'assassinat de la seva mare, la Claire Walker, i les possibles connexions entre tots dos casos.

## Producció

### Desenvolupament
La sèrie està ambientada al Regne Unit a diferència de l'escenari nord-americà de la novel·la. Coben, que va escriure la novel·la original, va ser un dels productors executius de la sèrie. És una de les diverses adaptacions de l'obra de Coben per a Netflix. Danny Brocklehurst va ser-ne el guionista principal i productor executiu, i Nicola Shindler i Richard Fee van ser-ne productors executius a través de Quay Street Productions. Els episodis els van dirigir David Moore i Nimer Rashed.

### Rodatge
El rodatge va començar a Manchester el febrer de 2023, i a altres llocs de North West England, amb gravacions addicionals a Espanya. La producció es va acabar l'agost de 2023.